# 15. ročník udílení Zlatých glóbů
15. ročník udílení Zlatých glóbů se konal 22. února 1958 v klubu Cocoanut Grove v hotelu Ambassador v Los Angeles. Asociace zahraničních novinářů v Hollywoodu vyhlásila nominace 20. ledna. Hollywoodská ikona Marlene Dietrich získala svou jedinou nominaci na Zlatý glóbus za kriminální drama Svědek obžaloby. Po třech cenách si prvenství rozdělily filmy Most přes řeku Kwai a Děvčata. Válečná Sayonara však získala nejvíc nominací, celkem šest.

## Vítězové a nominovaní

### Filmové počiny

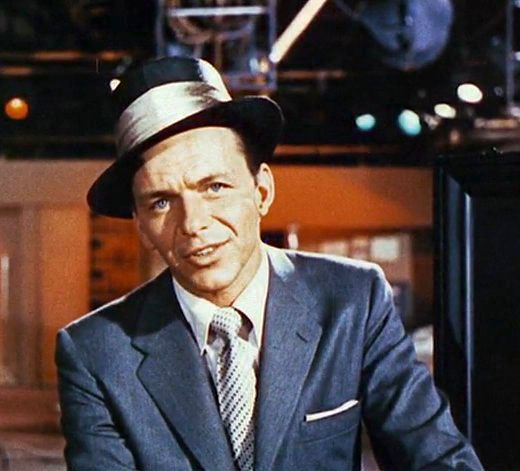
Frank Sinatra získal druhý Glóbus za film Přítel Joey

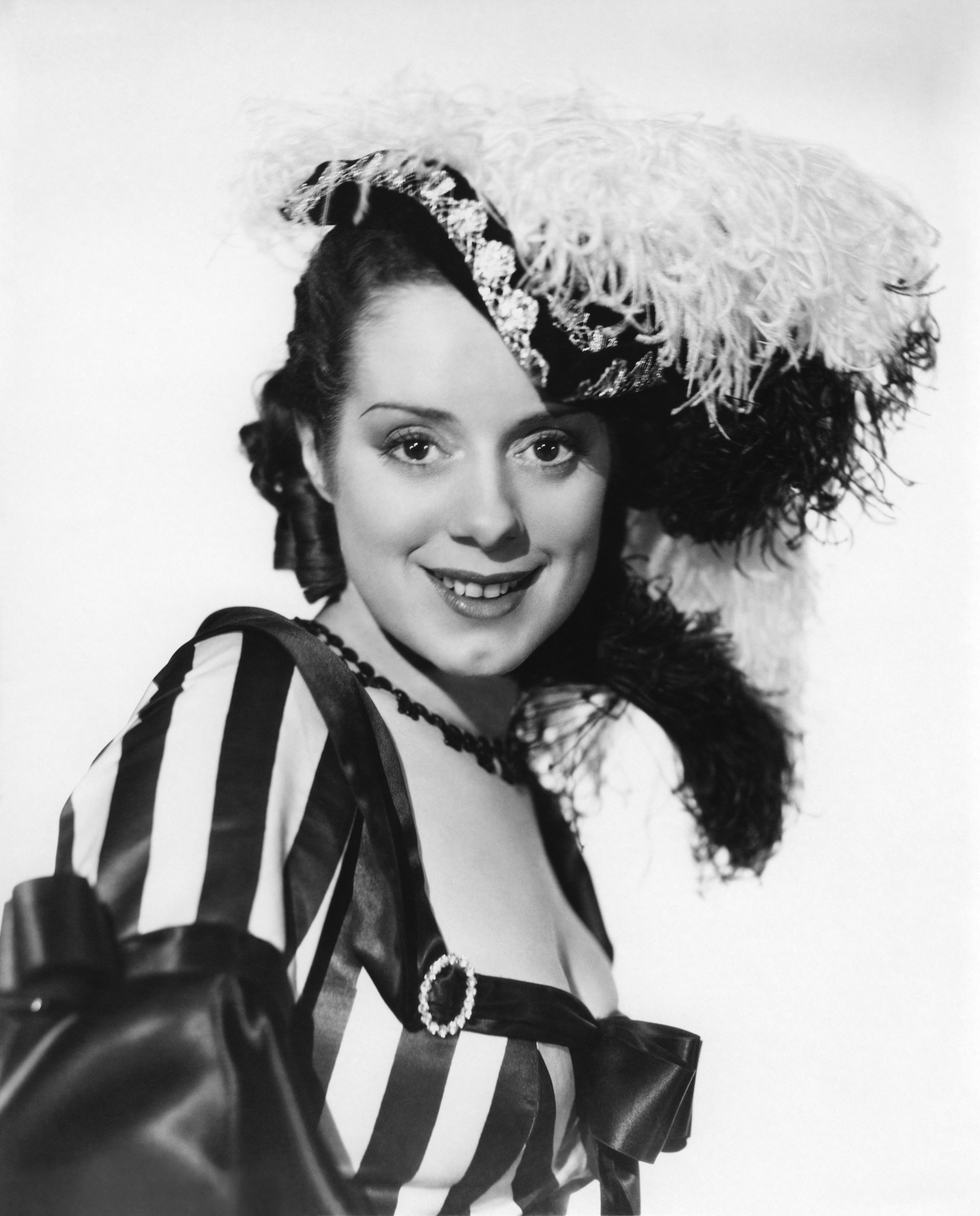
Nejlepší vedlejší herečka Elsa Lanchester

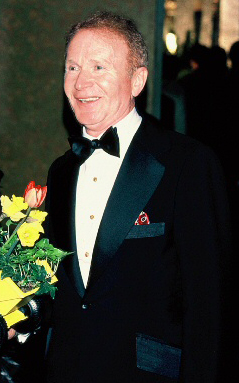
Nejlepší vedlejší herec Red Buttons

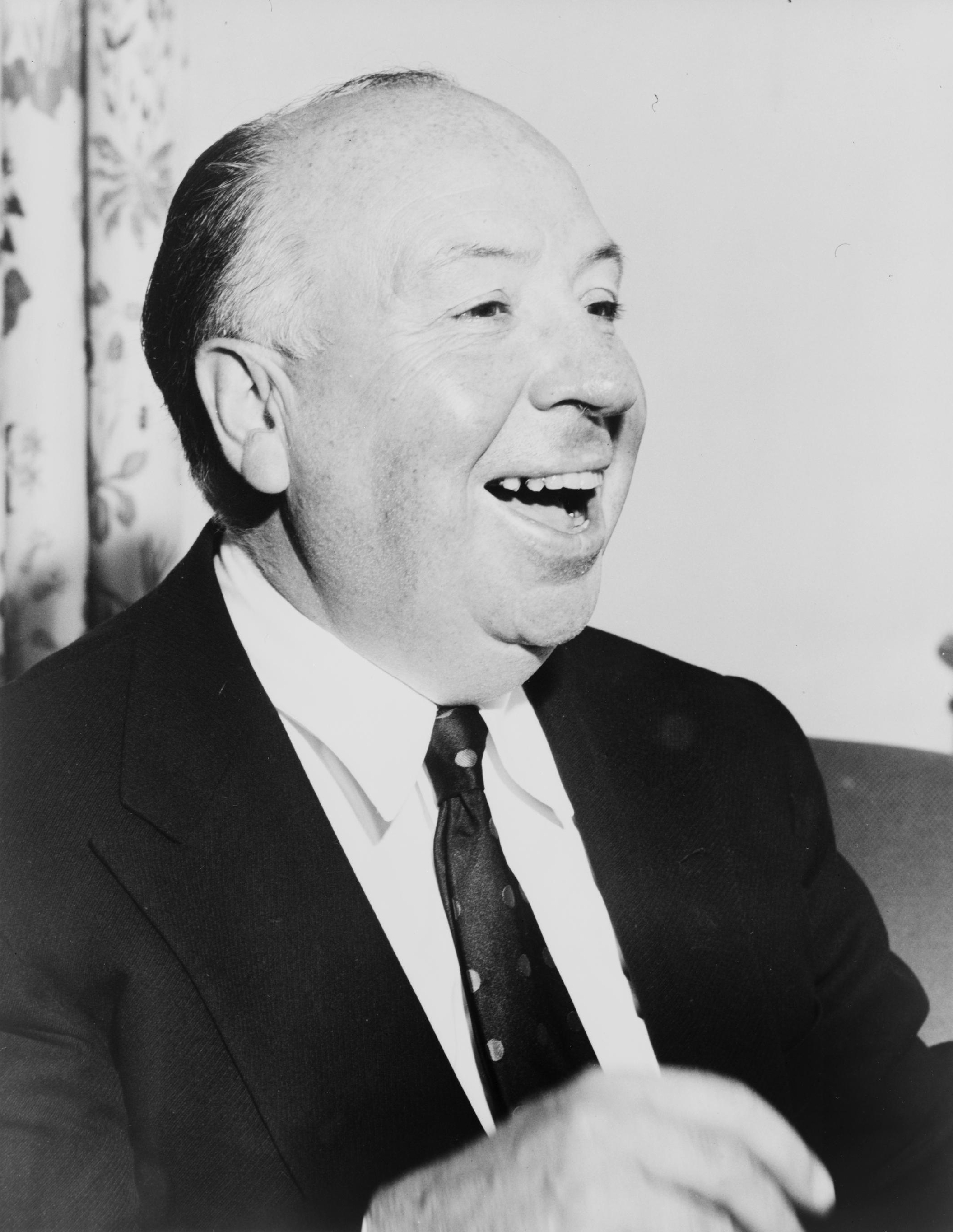
Glóbus za televizní počin pro Alfreda Hitchcocka

#### Nejlepší film (drama)
- Most přes řeku Kwai – producent Sam Spiegel
- Sayonara – producent William Goetz
- Dvanáct rozhněvaných mužů – producent Henry Fonda, Reginald Rose
- Wild Is the Wind – producent Hal B. Wallis
- Svědek obžaloby – producent Arthur Hornblow, Jr.

#### Nejlepší film (komedie / muzikál)
- Děvčata – producent Lawrence Weingarten
- Don't Go Near the Water – producent Sol C. Siegel
- Odpolední láska – producent Billy Wilder
- Přítel Joey – producent Fred Kohlmar
- Hedvábné punčochy – producent Arthur Freed

#### Nejlepší režie
- David Lean – Most přes řeku Kwai
- Joshua Logan – Sayonara
- Sidney Lumet – Dvanáct rozhněvaných mužů
- Billy Wilder – Svědek obžaloby
- Fred Zinnemann – A Hatful Of Rain

#### Nejlepší herečka (drama)
- Joanne Woodward – Tři tváře Evy
- Marlene Dietrich – Svědek obžaloby
- Deborah Kerr – Bůh to vidí, pane Allisone
- Anna Magnani – Wild Is the Wind
- Eva Marie Saint – A Hatful Of Rain

#### Nejlepší herečka (komedie / muzikál)
- Taina Elg – Děvčata
- Kay Kendall – Děvčata
- Cyd Charisse – Hedvábné punčochy
- Audrey Hepburn – Odpolední láska
- Jean Simmons – This Could Be the Night

#### Nejlepší herec (drama)
- Alec Guinness – Most přes řeku Kwai
- Marlon Brando – Sayonara
- Henry Fonda – Dvanáct rozhněvaných mužů
- Anthony Franciosa – A Hatful Of Rain
- Charles Laughton – Svědek obžaloby

#### Nejlepší herec (komedie / muzikál)
- Frank Sinatra – Přítel Joey
- Maurice Chevalier – Odpolední láska
- Glenn Ford – Don't Go Near the Water
- David Niven – My Man Godfrey
- Tony Randall – Will Success Spoil Rock Hunter?

#### Nejlepší herečka ve vedlejší roli
- Elsa Lanchester – Svědek obžaloby
- Mildred Dunnock – Peyton Place
- Hope Lange – Peyton Place
- Heather Sears – The Story Of Esther Costello
- Mijoši Umeki – Sayonara

#### Nejlepší herec ve vedlejší roli
- Red Buttons – Sayonara
- Lee J. Cobb – Dvanáct rozhněvaných mužů
- Sessue Hayakawa – Most přes řeku Kwai
- Nigel Patrick – Raintree County
- Ed Wynn – The Great Man

#### Objev roku – herečka
- Sandra Dee – Until They Sail
- Carolyn Jones – Marjorie Morningstar
- Diane Varsi – Peyton Place

#### Objev roku – herec
- James Garner – Sayonara
- John Saxon – This Happy Feeling
- Patrick Wayne – Pátrači

#### Nejlepší zahraniční film
- Přiznání hochštaplera Felixe Krulla – režie Kurt Hoffmann, Západní Německo
- Tizoc – režie Ismael Rodríguez, Mexiko
- Woman In a Dressing Gown – režie J. Lee Thompson, Velká Británie
- Kiiroi karasu – režie Heinosuke Gosho, Japonsko

#### Nejlepší film podporující porozumění mezi národy
- The Happy Road – režie Gene Kelly

### Televizní počiny
- Eddie Fisher za seriál Coke Time
- Alfred Hitchcock za seriál Příběhy Alfreda Hitchcocka
- Mike Wallace za seriál The Big Surprise
- herec Jack Benny

### Zvláštní ocenění

#### Zvláštní cena
- Hugo Friedhofer – za vylepšení úrovně filmové hudby
- Zsa Zsa Gabor – nejatraktívnější herečka
- Bob Hope – vyslanec dobré vůle
- Le Roy Prinze – za filmovou kameru
- Jean Simmons – nejvšestrannější herečka

#### Henrietta Award (Oblíbenci světového filmu)
- herečka Doris Day
- herec Tony Curtis

#### Cena Cecila B. DeMilla
- Buddy Adler